# Французька академія
Францу́зька акаде́мія (фр. Académie française) — наукова установа у Франції. Заснована 1635 року кардиналом Рішельє. Одна із найстаріших інституцій Франції. Складається з сорока членів, вибраних своїми колегами. Членів академії кличуть «безсмертними».

## Мета
Академія ставить перед собою дві мети:
Піклуватися про стан французької мови
Ця перша мета була записана в статуті академії при заснуванні. Щоб досягти її академія в минулому працювала над тим, щоб стандартизувати мову й зробити її рідною мовою для всіх французів. В статті XXIV статуту академії записано, що «первинним завданням академії є невтомна турбота про те, щоб надати нашій мові певних правил, зробити її чистою, красномовною й здатною для праці в області мистецтв і науки».
Нині академія піклується про підтримку якості, відслідковуючи необхідну еволюцію. Вона визначає правила хорошого вжитку, розробляючи Словник французької академії, який впроваджує мовні стандарти, друкуючи рекомендації й беручи участь у роботі різноманітних комісій з термінології.
Меценатство
Інше завдання академії, не записане при її заснуванні, є розподіл пожертвувань. Академія щороку вручає приблизно шістдесят літературних премій, серед яких Велика літературна премія Французької академії.
Велика премія франкомовного співтовариства, яку вручають щороку, починаючи з 1986, свідчить про увагу академії до розповсюдження французької мови у світі.
Академія також надає матеріальну допомогу літературним товариствам і вченим, бере участь у доброчинності, допомагає багатодітним родинам, вдовам, обездоленим, а ще надає певну кількість стипендій.

## Історія
Французька академія заснована в 1635 році герцогом Рішельє. Розроблений кардиналом статут підписав король Людовик XIII. В 1637 році він був затверджений парламентом, надавши товариству, що збиралося раніше неформально, офіційного статусу.
Початковою місією була стандартизація французької мови, вироблення правил, очищення з метою зробити мову зрозумілою для всіх. Для досягнення цієї мети потрібно було почати зі словника. Перше видання Словника академії побачило світ у 1694 році. Потім у 1718, 1740, 1762, 1798, 1835, 1878, 1932—1935, 1992. Дев'яте видання готується до друку.
Спочатку академія збиралася у одного із членів, потім, починаючи з 1639, у радника Сеґ'єра, з 1672 — в Луврі, й нарешті в Колеж-де-Катр-Насьон, який в 1805 році став палацом інституту Франції і залишається ним досі.
Протягом трьох з половиною століть свого існування, академія зуміла втримати свої інституції, які продовжували регулярно працювати за винятком періодів революції, директорії й консулату.
Кардинал Рішельє оголосив себе покровителем академії. Після його смерті цю роль взяв на себе радник Сеґ'єр, далі Людовик XV, королі, які були його спадкоємцями, імператор і керівники французького уряду.
Історія перших років академії відома з детальної розповіді двох із перших членів (Поля Пелісона й абата д'Олів'є) у книзі «Історія Французької академії», перший том якої був опублікований в 1653, а другий — в 1729 році.
40 крісел
Питання про походження крісла в Французькій академії висвітлює також академік Шарль Піно Дюкло. Він розповідає, що спочатку в академії було лише одне крісло, яке належало директору. Всі решту академіки, яку б посаду вони не займали, мали тільки стільці. Кардинал д'Естре, ставши дуже немічним, висловив прохання, щоб йому принесли щось зручніше, ніж стілець. Це передали королю Людовику XV, який, розуміючи наслідки такого рішення, наказав принести в академію сорок крісел і затвердив раз і назавжди рівність серед академіків.
Сорок перше крісло
Чимало знаменитих письменників ніколи не переступали порогу академії. Деякі з них ніколи не були кандидатами, кандидатури деяких не затвердили, а дехто помер надто рано. Письменник Арсен Усе в 1855 році ввів у обіг вираз «сорок перше крісло», умовно присуджуючи його тим, хто заслуговував бути членом академії, але ніколи ним не був. Серед цих знаменитостей Декарт, Мольєр, Паскаль, Реняр, Ларошфуко, Лесаж, Пірон, Дідро, Бомарше, Андре Шеньє, Оноре де Бальзак, Дюма-батько, Золя та інші.

## Безсмертні

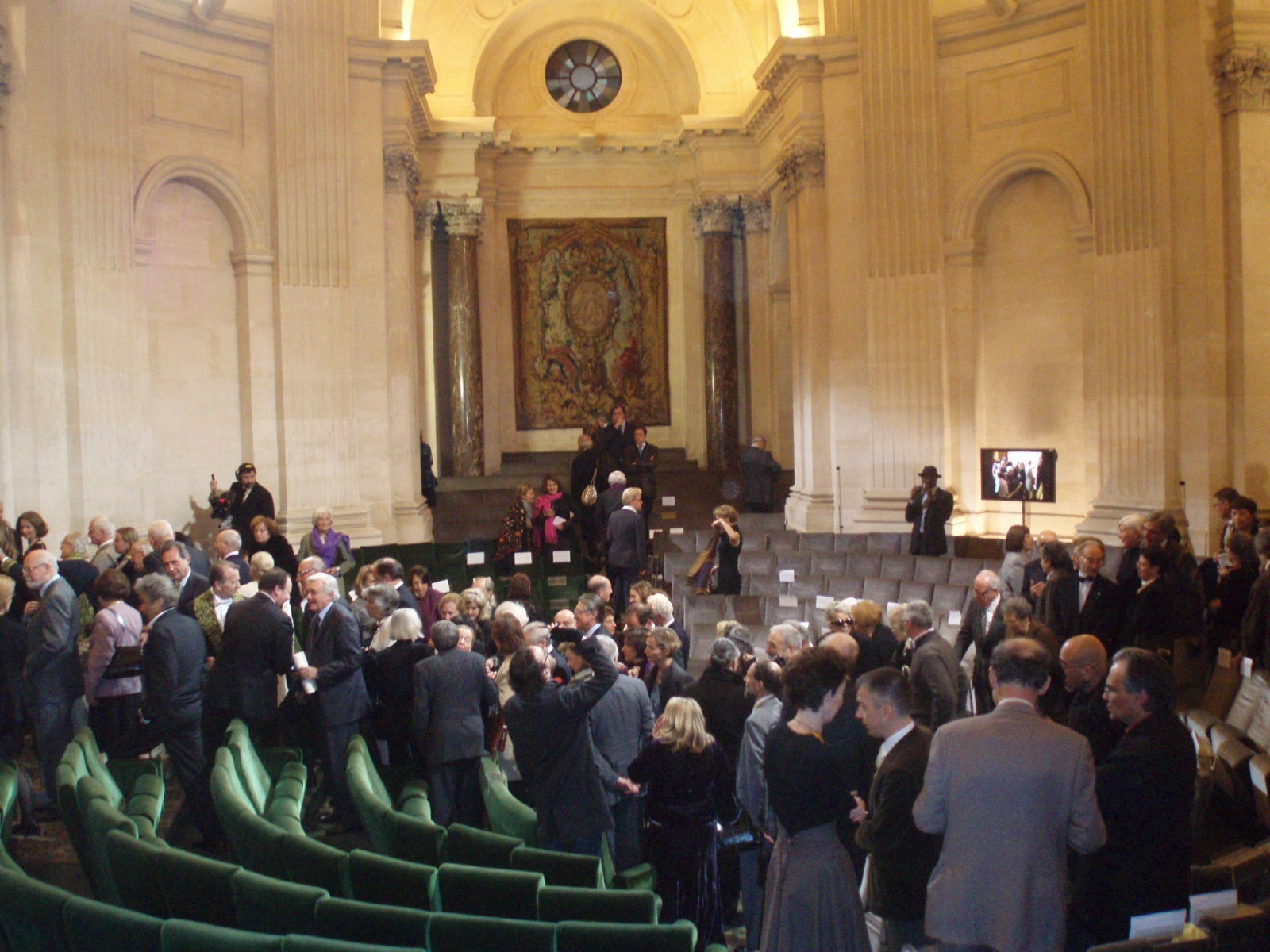
Склепіння, під яким збираються «безсмертні» під час публічних засідань.

За час існування академії її членами були понад 700 видатних поетів, письменників, представників театрального мистецтва, філософів, істориків, медиків, науковців, етнологів, мистецьких критиків, військових, державних діячів, представників церкви, що мали заслуги перед французькою мовою.
Звання «безсмертних» походить від девізу академії «Заради безсмертя», вирізьбленого на печатці академії, подарованій їй засновником — кардиналом Рішельє. Академіки вважаються знавцями французької мови, що своїм прикладом затверджують норми вжитку слів та понять, які ці слова виражають.
Вибір людини в члени Французької академії вважається найвищою честю, чимось на зразок посвячення. В той же час існує щось на зразок контр-культури, яку представляють ті, чиї кандидатури академія ніколи не розглядала, або відкинула. Ці автори ніколи не пропускають нагоди покритикувати академію та її марнославних членів, що щиро сподіваються себе за виразом Жана Кокто «увічнити на віки».
Едмон Ростан, який сам був академіком, підсміюється в «Сірано де Бержераку» над академіками, перераховуючи імена колишніх членів академії, давно забутих наступними поколіннями: Поршер, Коломбі, Бурзе, Бурдон, Арбо — «…усе це імена, серед яких не помре жоден, яка краса!».
Перша жінка була обраною в академію в 1980 році. Нею стала письменниця Марґеріт Юрсенар. Відтоді до лав академії зарахували ще чотири жінки.

## Список дійсних членів
Список членів Французької академії на 2025 рік:
| Номер місця | Ім'я                | Дата обрання  |
| ----------- | ------------------- | ------------- |
| 1           | Клод Дажан          | 2008          |
| 2           | Дані Лаферр'єр      | 2013          |
| 3           | вакантне            | з 2021        |
| 4           | Жан-Люк Маріон      | 2008          |
| 5           | Андрій Макін        | 2016          |
| 6           | Крістіан Жамбе      | 2024          |
| 7           | Жуль Оффман         | 2012          |
| 8           | Даніель Рондо       | 2019          |
| 9           | Патрік Гренвіль     | 2018          |
| 10          | вакантне            |               |
| 11          | вакантне            | з травня 2025 |
| 12          | Шанталь Тома        | 2021          |
| 13          | Мауріціо Серра      | 2020          |
| 14          | вакантне            | з серпня 2023 |
| 15          | Фредерік Віту       | 2001          |
| 16          | Рафаель Ґаяр        | 2024          |
| 17          | Ерік Орсенна        | 1998          |
| 18          | Маріо Варгас Льйоса | 2021          |
| 19          | Сільвіана Аґасінскі | 2023          |
| 20          | вакантне            | з травня 2025 |

| Номер місця | Ім'я              | Дата обрання |
| ----------- | ----------------- | ------------ |
| 21          | Ален Фінкелькраут | 2014         |
| 22          | вакантне          | з 2022       |
| 23          | П'єр Розенберг    | 1995         |
| 24          | Франсуа Сюро      | 2020         |
| 25          | Домінік Фернандес | 2007         |
| 26          | Жан-Марі Руар     | 1997         |
| 27          | П'єр Нора         | 2001         |
| 28          | Жан-Крістоф Рюфен | 2008         |
| 29          | Амін Маалуф       | 2011         |
| 30          | Даніель Салльнав  | 2011         |
| 31          | Майкл Едвардс     | 2013         |
| 32          | Паскаль Орі       | 2022         |
| 33          | Домінік Бона      | 2013         |
| 34          | Франсуа Чен       | 2002         |
| 35          | Антуан Компаньон  | 2022         |
| 36          | Барбара Кассен    | 2018         |
| 37          | Мішель Зенк       | 2017         |
| 38          | Марк Ламброн      | 2014         |
| 39          | Жан Клер          | 2008         |
| 40          | Ксав'є Даркос     | 2013         |